# Соотношение Безу
Соотноше́ние Безу́ — представление наибольшего общего делителя целых чисел в виде их линейной комбинации с целыми коэффициентами.
Названо в честь французского математика Этьена Безу.

## История
Впервые данный факт опубликовал в 1624 году французский математик Клод Гаспар Баше де Мезириак для случая взаимно простых чисел. Формулировка Баше следующая: «Даны два [взаимно] простых числа, найдите наименьшее кратное каждого из них, превышающее на единицу кратное другого». Для решения задачи Баше использовал алгоритм Евклида.
Этьен Безу в своём четырёхтомном «Курсе математики» (Cours de Mathematiques a l'usage des Gardes du Pavillon et de la Marine, том 3, 1766) обобщил теорему, распространив её на произвольные пары чисел, а также на многочлены.

## Формулировка
| Пусть {\displaystyle a}, {\displaystyle b} — целые числа, хотя бы одно из которых не ноль. Тогда существуют такие целые числа {\displaystyle x,y}, что выполняется соотношение НОД{\displaystyle (a,b)=x\cdot a+y\cdot b} |

Это утверждение называется соотношением Безу (для чисел {\displaystyle a} и {\displaystyle b}), а также леммой Безу или тождеством Безу.
При этом целые числа {\displaystyle x,y} называются коэффициентами Безу.
Существует также модификация соотношения Безу, ограниченная натуральными числами:
| Пусть {\displaystyle a}, {\displaystyle b} — натуральные числа. Тогда существуют такие натуральные числа {\displaystyle x,y}, что выполняется соотношение НОД{\displaystyle (a,b)=x\cdot a-y\cdot b} |

## Примеры
- НОД{\displaystyle (12,30)=6.} Соотношение Безу имеет вид:
{\displaystyle 6=3\cdot 12+(-1)\cdot 30}
  - Возможны и другие варианты разложения НОД, например: {\displaystyle 6=(-2)\cdot 12+1\cdot 30.}

## Следствия
Если числа {\displaystyle a,b} взаимно простые, то уравнение
{\displaystyle ax+by=1}
имеет целочисленные решения. Этот важный факт облегчает решение диофантовых уравнений первого порядка.
НОД{\displaystyle (a,b)} является наименьшим натуральным числом, которое может быть представлено в виде линейной комбинации чисел {\displaystyle a} и {\displaystyle b} с целыми коэффициентами.
Множество целочисленных линейных комбинаций {\displaystyle \{ax+by\}} совпадает с множеством кратных для НОД{\displaystyle (a,b)}).

## Коэффициенты Безу
Поскольку случай, когда хотя бы одно из чисел {\displaystyle a,b} равно нулю, тривиален, далее в этом разделе предполагается, что оба эти числа не равны нулю.

### Неоднозначность
Нахождение коэффициентов Безу эквивалентно решению диофантового уравнения первого порядка с двумя неизвестными:
{\displaystyle ax+by=d,} где {\displaystyle d=} НОД{\displaystyle (a,b).}
Или, что то же самое:
{\displaystyle {\frac {a}{d}}x+{\frac {b}{d}}y=1.}
Отсюда следует, что коэффициенты Безу {\displaystyle x,y} определены неоднозначно — если какие-то их значения {\displaystyle x_{0},y_{0}} известны, то всё множество коэффициентов даётся формулой
{\displaystyle \left\{\left(x_{0}+{\frac {kb}{d}},y_{0}-{\frac {ka}{d}}\right)\mid k=0,\pm 1,\pm 2,\pm 3\dots \right\}.}
Ниже будет показано, что существуют коэффициенты Безу, удовлетворяющие неравенствам {\displaystyle |x|<\left|{\frac {b}{d}}\right|} и {\displaystyle |y|<\left|{\frac {a}{d}}\right|}.

### Вычисление коэффициентов с помощью алгоритма Евклида
Для нахождения коэффициентов Безу можно использовать расширенный алгоритм Евклида нахождения НОД и представить остатки в виде линейных комбинаций a и b. Шаги алгоритма записываются в следующем виде:
{\displaystyle r_{1}=a-bq_{0},}
{\displaystyle r_{2}=b-r_{1}q_{1}=b-(a-bq_{0})q_{1}=b(1+q_{0}q_{1})-aq_{1},}
{\displaystyle r_{3}=r_{1}-r_{2}q_{2}=(a-bq_{0})-(b(1+q_{0}q_{1})-aq_{1})q_{2}=a(1+q_{1}q_{2})-b(q_{0}+q_{2}+q_{0}q_{1}q_{2}),}
…
{\displaystyle r_{n}=r_{n-2}-r_{n-1}q_{n-1}=\dots =ax+by.}
Пример
Найдём соотношение Безу для {\displaystyle a=991,b=981.} Формулы алгоритма Евклида имеют вид
{\displaystyle 991={\boldsymbol {981}}\cdot 1+10,}
{\displaystyle {\boldsymbol {981}}=10\cdot 98+1,}
{\displaystyle 10=1\cdot 10.}
Таким образом, НОД{\displaystyle (991,981)=1}. Из этих формул получаем:
{\displaystyle 10={\boldsymbol {991}}-1\cdot {\boldsymbol {981}},}
{\displaystyle 1={\boldsymbol {981}}-10\cdot 98={\boldsymbol {981}}-98\cdot ({\boldsymbol {991}}-{\boldsymbol {981}})=99\cdot {\boldsymbol {981}}-98\cdot {\boldsymbol {991}}.}
В итоге соотношение Безу имеет вид
{\displaystyle 1=99\cdot {\boldsymbol {981}}-98\cdot {\boldsymbol {991}}.}

### Вычисление коэффициентов с помощью непрерывных дробей
Альтернативный (по существу эквивалентный) способ решения уравнения {\displaystyle ax+by=d} использует непрерывные дроби. Разделим обе части уравнения на НОД: {\displaystyle a_{1}x+b_{1}y=1}. Далее разложим {\displaystyle {\frac {|a_{1}|}{|b_{1}|}}} в непрерывную дробь и подсчитаем подходящие дроби {\displaystyle {\frac {p_{k}}{q_{k}}}}. Последняя ({\displaystyle n}-я) из них будет равна {\displaystyle {\frac {|a_{1}|}{|b_{1}|}}} и связана с предыдущей обычным соотношением:
{\displaystyle p_{n}q_{n-1}-q_{n}p_{n-1}=(-1)^{n-1}.}
Подставив в эту формулу {\displaystyle p_{n}=a_{1};q_{n}=b_{1}} и умножив обе части на {\displaystyle d}, получаем
{\displaystyle aq_{n-1}-bp_{n-1}=\pm d.}
С точностью до знака, это соотношение Безу. поэтому предпоследняя подходящая дробь {\displaystyle {\frac {p_{n-1}}{q_{n-1}}}} даёт модули решения: {\displaystyle |x|} есть знаменатель этой дроби, а {\displaystyle |y|} — числитель. Осталось, исходя из первоначального уравнения, найти знаки {\displaystyle x,y}; для этого достаточно найти последние цифры в произведениях {\displaystyle |ax|,|by|}.

### Минимальные пары коэффициентов
Приведённый в предыдущем разделе алгоритм через непрерывные дроби, как и эквивалентный ему алгоритм Евклида, даёт в результате пару {\displaystyle (x,y)}, удовлетворяющую неравенствам
{\displaystyle |x|<\left|{\frac {b}{d}}\right|;\quad |y|<\left|{\frac {a}{d}}\right|.}
Этот факт следует из того, что дроби {\displaystyle {\frac {|y|}{|x|}}} и {\displaystyle {\frac {|a_{1}|}{|b_{1}|}}}, как указано выше, образуют последовательные подходящие дроби, а числитель и знаменатель следующей подходящей дроби всегда больше, чем у предыдущей. Для краткости можно назвать такую пару минимальной, таких пар всегда две.
Пример. Пусть {\displaystyle a=12,b=42}. НОД(12, 42) = 6. Ниже приведены некоторые элементы списка пар коэффициентов Безу, причём минимальные пары выделены красным цветом:
{\displaystyle {\begin{alignedat}{3}&\dots \\&12\times &\color {blue}{-10}&{}+42\times &\color {blue}{3}&{}=6\\&12\times &\color {red}{-3}&{}+42\times &\color {red}{1}&{}=6\\&12\times &\color {red}{4}&{}+42\times &\color {red}{-1}&{}=6\\&12\times &\color {blue}{11}&{}+42\times &\color {blue}{-3}&{}=6\\&12\times &\color {blue}{18}&{}+42\times &\color {blue}{-5}&{}=6\\&\dots \end{alignedat}}}

## Применение
Соотношение Безу часто используется как лемма в ходе доказательства других теорем (например, основной теоремы арифметики), а также для решения диофантовых уравнений и сравнений по модулю.

### Решение диофантовых уравнений первой степени
Рассмотрим решение в целых числах диофантовых уравнений вида
{\displaystyle ax+by=c.}
Обозначим {\displaystyle d={}}НОД{\displaystyle (a,b).} Очевидно, уравнение имеет целочисленные решения только в том случае, когда {\displaystyle c} делится на {\displaystyle d}. Будем считать это условие выполненным, и одним из приведённых выше алгоритмов найдём коэффициенты Безу {\displaystyle x,y}:
{\displaystyle ax+by=d.}
Тогда решением исходного уравнения будет пара {\displaystyle c_{1}x,c_{1}y}, где {\displaystyle c_{1}=c/d}.

### Решение сравнений первой степени
Для решения сравнений первой степени
{\displaystyle ax\equiv b{\pmod {m}}}
его достаточно преобразовать к виду
{\displaystyle ax+my=b.}
Практически важным частным случаем является нахождение обратного элемента в кольце вычетов, то есть решение сравнения
{\displaystyle ax\equiv 1{\pmod {m}}.}

## Вариации и обобщения
Соотношение Безу легко обобщается на случай, когда имеется более двух чисел:
| Пусть {\displaystyle a_{1}}, …, {\displaystyle a_{n}} — целые числа, не все равные нулю. Тогда существуют такие целые числа {\displaystyle x_{1}}, …, {\displaystyle x_{n}}, что выполняется соотношение: НОД{\displaystyle (a_{1}}, …, {\displaystyle a_{n})} = {\displaystyle x_{1}\cdot a_{1}+\cdots +x_{n}\cdot a_{n}} |

Соотношение Безу может иметь место не только для целых чисел, но и в других коммутативных кольцах (например, для гауссовых целых чисел). Такие кольца называются кольцами Безу.
Пример: формулировка для кольца многочленов (от одной переменной):
| Пусть {\displaystyle \left(P_{i}\right)_{i\in I}} — какое-либо семейство многочленов, и не все они равны нулю. Обозначим {\displaystyle \Delta } их наибольший общий делитель. Тогда существует такое семейство многочленов {\displaystyle \left(A_{i}\right)_{i\in I}}, что выполняется соотношение: {\displaystyle \Delta =\sum _{i\in I}A_{i}P_{i}} |

Коэффициенты Безу для двух многочленов от одной переменной могут быть вычислены аналогично изложенному выше для целых чисел (с помощью расширенного алгоритма Евклида). Общие корни двух многочленов являются корнями также и их наибольшего общего делителя, поэтому из соотношения Безу и основной теоремы алгебры вытекает следующий результат:
| Пусть даны многочлены {\displaystyle f(x)} и {\displaystyle g(x)} с коэффициентами в некотором поле. Тогда многочлены {\displaystyle a(x)} и {\displaystyle b(x)} такие, что {\displaystyle af+bg=1}, существуют тогда и только тогда, когда {\displaystyle f(x)} и {\displaystyle g(x)} не имеют общих корней ни в каком алгебраически замкнутом поле (обычно в качестве последнего берётся поле комплексных чисел). |

Обобщением этого результата на любое количество многочленов и неизвестных является Теорема Гильберта о нулях.